# روی بیکنل
روی بیکنل (انگلیسی: Roy Bicknell; ۱۹ فوریهٔ ۱۹۲۶ – ۳۱ ژانویهٔ ۲۰۰۵) بازیکن فوتبال اهل بریتانیا بود.
از باشگاه‌هایی که در آن بازی کرده‌است می‌توان به باشگاه فوتبال چارلتون اتلتیک، باشگاه فوتبال میدلزبرو، باشگاه فوتبال کولچستر یونایتد، باشگاه فوتبال سوئیندون تاون، باشگاه فوتبال ولورهمپتون واندررز، باشگاه فوتبال ابسفلیت یونایتد، باشگاه فوتبال بریستول سیتی، باشگاه فوتبال نوتس کانتی، و باشگاه فوتبال کلاکتون اشاره کرد.